# پی‌اس رز (۱۸۷۶)

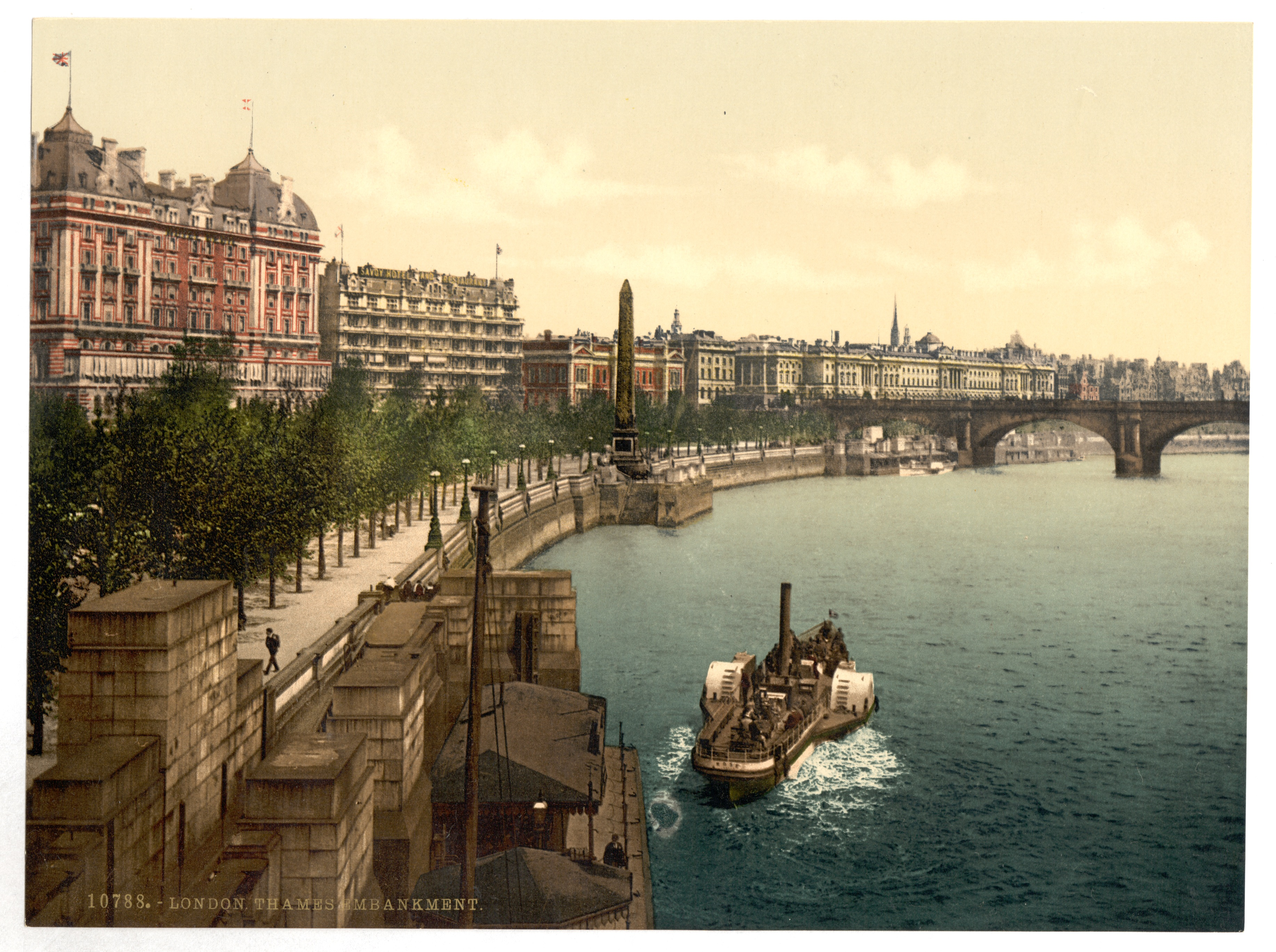
نقاشی قدیمی از حرکت کشتی پی‌اس رز ساخته شده در سال۱۸۷۶ در رودخانه

پی‌اس رز (۱۸۷۶) (به انگلیسی: PS Rose (1876)) یک کشتی است که طول آن ۲۹۱٫۸ فوت (۸۸٫۹ متر) می‌باشد. این کشتی در سال ۱۸۷۶ ساخته شد.